# Rudolf Schöpper
Rudolf Schöpper (* 20. April 1922 in Dortmund; † 5. Dezember 2009 in Münster) war ein deutscher bildender Künstler und Karikaturist.

## Leben und Werk
Rudolf Schöpper studierte ab 1949 Malerei und Plastik an der Werkkunstschule Köln und der Landeskunstschule in Hamburg. Ab 1955 arbeitete er als Illustrator für verschiedene Zeitungen. 1962 wechselte er zur politischen Karikatur. Seine Karikaturen erschienen zunächst unregelmäßig in der Gewerkschaftszeitung Einheit, in den Ruhr-Nachrichten, der Westfalenpost und der Kölnischen Rundschau, ehe er 1977 nach Münster übersiedelte und bei den Westfälischen Nachrichten (WN) fest angestellt wurde. Bis 1991 zeichnete er regelmäßig (nahezu täglich) Karikaturen für die WN. 1969 wurde ihm der Theodor-Wolff-Preis verliehen.
Neben den etwa 9.000 politischen Karikaturen schuf Schöpper eine große Anzahl allgemeiner Zeichnungen, Buch- und Zeitschriftenillustrationen, Porträts, Gemälde, Skulpturen und vieles mehr. Hierunter sind auch zahlreiche Arbeiten zu religiösen Themen. Sein Nachlass befindet sich in der Universitäts- und Landesbibliothek Münster.
Rudolf Schöppers Karikaturen verbinden Witz, Satire und Ironie mit kleinen Sticheleien und Frechheiten. Dabei beleidigt Schöpper nie, man erkennt eine Sympathie zu seinen Figuren. Die karikierten Personen sind bei aller satirischen Zuspitzung recht "naturgetreu" abgebildet, man erkennt die Personen in den Bildern meistens sehr genau.

## Werke

### Ausstellungskataloge
- Karikaturen von Rudolf Schöpper: Stadtmuseum Münster 7. Dezember 1990 – 21. April 1991. Hrsg. im Auftrag der Stadt Münster von Hans Galen. Bildauswahl und Texte: Arnold Vogt. Münster: Aschendorff, 1980. 180 S.

### Bücher
- Kleines Sammelsurium: Kostproben aus den politischen Karikaturen. Rudolf Schöpper. Erschienen für die Jahre 1972–1978. Hagen: Westfalenpost, 1973–1979.
- Rudolf Schöppers Jahresrückblick 1980. Münster: Aschendorff, 1980. [32] S.
- Kostproben aus den politischen Karikaturen. Rudolf Schöpper. Erschienen für die Jahre 1979–1991. Münster: Aschendorff, 1980–1992.
- Kleiner Jahresrückblick in Karikaturen. Rudolf Schöpper. Erschienen für die Jahre 1981–1983. Münster: Aschendorff, 1982–1984.

### Beiträge in Büchern und Zeitschriften
- Die Happy-Ente: Presseball in Dortmund 1957. Entwurf des Titelblatts und grafische Beiträge von Rudolf Schöpper. Herausgegeben vom Presseverein Ruhr. Dortmund: Lensingdruck, 1957. [32] Blatt.
- Bilderbuch von den 14 Heiligen. Bilder und Schriftenentwurf von Rudolf Schöpper, Text von Franz Rensle. Dortmund: Borgmann, [1959]. 16 Blatt.
- Menschen, die Gott gefallen: Aus der Welt der Heiligen. Alphons M. Rathgeber. Mit vierfarbigen Bildern von Rudolf Schöpper. Dortmund: Borgmann, 1959. 192 S.
- Jungen wie Du: Messdiener an St. Remigius. Kurt Wurthmann, Zeichnungen von Rudolf Schöpper. Dortmund: Borgmann, [1963]. 115 S.
- Und sie hören es doch und andere Erzählungen. Kut Wurthmann, Zeichnungen von Rudolf Schöpper. Dortmund: Borgmann, [1964]. 129 S.
- Die Bildsprache des Sports im Deutsch der Gegenwart. Werner Haubrich, mit Illustrationen u. a. von Rudolf Schöpper. Schorndorf, 1965. 237 S.
- Kinder sprechen mit Gott: Zuhause und in der Kirche. Franz Maria Rensle und Rudolf Schöpper. Dortmund: Borgmann, 1965. [32] Blatt.
- Presse-Bühnen-Ball 1965. Otto Königsberger. Mit Illustrationen von Rudolf Schöpper. Dortmund, 1965. 28 Blatt.
- Pfefferpotthast: zum Presseball Ruhr 1966. Otto Königsberger, mit Illustrationen von Rudolf Schöpper. Dortmund, 1966. 32 gez. Blatt.
- Übrigens: man tanzt "stabil": Presseball Ruhr 1967. Entwurf des Titelblatts und grafische Beiträge von Rudolf Schöpper. Veranstalter: Presseverein Ruhr. Dortmund: Lensing, 1967. [36] Blatt.
- Theodor-Wolff-Preis 1968. Herausgegeben von W. Joachim Freyburg, mit preisgekrönten Artikeln und Zeichnungen von Rudolf Schöpper u. a. Berlin, 1968. 124 S.
- Galgenhumor ist wenn man trotzdem … nicht weint: Glück-auf-Sanierungsprogramm für den Bergbau. Mit Karikaturen von Rudolf Schöpper u. a. Essen: Vorstand der Essener Steinkohlenbergwerk AG, 1967. 40 S.
- Lügen und lügen lassen: der Weg zur besseren Wahrheit. Edgar Forschbach, mit Federzeichnungen von Rudolf Schöpper. Düsseldorf, Wien: Econ-Verlag, 1974. 239 S.
- Unser Kind lernt fremde Sprachen: ein Ratgeber für Eltern. Reinhold Freudenstein, Illustrationen von Rudolf Schöpper. Dortmund: Lensing, 1974. 115 S.
- Elfmal Dortmund: Menschen und Merkwürdigkeiten zwischen Westfalenhalle und Westfalenhütte. Illustrationen von Rudolf Schöpper, Text von Walter Hurck. Dortmund: Ruhr-Nachrichten, 1978. 136 S. (4 Auflagen: 1978, 1980, 1982 und 1984.)
- ZVS info Sommersemester 1979. Illustrationen von Rudolf Schöpper. Münster, 1978. 20 Bl.
- Über Oper: Verdi ist der Mozart Wagners. Chlodwig Poth und Eckard Henscheid, Illustrationen von Rudolf Schöpper. Berlin: Ullstein, 1982. 175 S.
- Freude vertreibt die Nacht. Illustrationen von Rudolf Schöpper, Text von P. Heinz Perne u. a. Münster: Diakonisches Werk der Evangelischen Kirche von Westfalen, 1983. 92 S. (Sonderheft der Zeitschrift Helfende Hände)
- Auf nach Bethlehem. Mit Zeichnungen und Vignetten von Ingeborg Faasch und Rudolf Schöpper. Münster: Diakonisches Werk der Evangelischen Kirche von Westfalen, 1984. 48 S. (Sonderheft der Zeitschrift Helfende Hände)
- Hammer sein – nicht Amboss: Nachdenkenswertes und Heiteres über Manager und Unternehmer. Text von Carl Zimmerer, die Karikaturen im Textteil zeichnete Rudolf Schöpper. Stuttgart, Herford: Seewald, 1985. 270 S.
- Wanderungen in Deutschland: Von der See zum Alpenrand. Karl Carstens, Karikaturen von Rudolf Schöpper. Herford: Busse und Seewald, 1985. 366 S.
- Die Welt will belogen sein: ein heiterer Wegweiser für die Freunde des schönen Scheins. Edgar Forschbach, mit 9 Federzeichnungen von Rudolf Schöpper. Frankfurt/Main; Berlin: Ullstein, 1986. 239 S. (Ullstein; Nr. 3458: Ullstein-Sachbuch) (Frühere Ausg. u.d.T.: Lügen und lügen lassen)
- Der Rosenkrieg und weitere Kurzgeschichten aus dem Leben gegriffen. Helmut W. Wienhusen, mit Illustrationen von Rudolf Schöpper. Brilon: Podszun, 1987. 63. S.
- Das Lied der Weihnacht. Redaktion und Gestaltung: Achim Kuhlmann, Zeichnungen und Vignetten: Rudolf Schöpper. Münster: Diakonisches Werk der Evangelischen Kirche von Westfalen, 1994. 96. S. (Sonderheft der Zeitschrift Helfende Hände)
- Ich verkünde Euch große Freude. Achim Kuhlmann, Rudolf Schöpper (Illustrationen). Münster: Diakonisches Werk der Evangelischen Kirche von Westfalen, 1995. 96 S. (Sonderheft der Zeitschrift Helfende Hände)
- Ein Zeichen der Hoffnung. Wilma Klevinghaus u. a., Zeichnungen und Vignetten von Rudolf Schöpper. Münster: Diakonisches Werk der Evangelischen Kirche von Westfalen, 1997. 96 S. (Sonderheft der Zeitschrift Helfende Hände)
- Wintermelodie. Von Wolfgang Altendorf u. a., Illustrationen von Rudolf Schöpper. Münster: Diakonisches Werk der Evangelischen Kirche von Westfalen, 1998. 48 S. (Sonderheft der Zeitschrift Helfende Hände)
- Der Stern weist den Weg. Redaktion: Renate Quante u. a., Zeichnungen und Vignetten von Rudolf Schöpper. Münster: Diakonisches Werke der Evangelischen Kirche von Westfalen, 2002. 98 S. (Sonderheft der Zeitschrift Helfende Hände)

## Ausstellungen
- 1972: Zeichnungen und Karikaturen von Rudolf Schöpper. Torhaus Rombergpark, Dortmund.
- 1973: Zeichnungen u. Karikaturen von Rudolf Schöpper. Kreisvolkshochschule Brilon, Brilon.
- 1981: Rudolf Schöpper. Ein politischer Karikaturist im Münsterland. Burg Vischering, Lüdinghausen
- 1983: Karikaturen von Rudolf Schöpper. Gronauer Kunstkreis, Gronau.
- 1983: Rudolf Schöpper – Karikaturen. Heimat- und Kulturkreis Roxel e. V., Münster.
- 1984: Rudolf Schöpper, Karikaturen. Bocholter Borkener Volksblatt, Bocholt.
- 1986: Rudolf Schöpper – Karikaturen. Grafisches Kabinett Lünen, Lünen.
- 1987: Rudolf Schöpper. Karikaturen und Zeichnungen. Bürgerhalle des Rathauses zu Münster, Münster.
- 1990: Karikaturen von Rudolf Schöpper. Stadtmuseum Münster, Münster.
- 1992: Rudolf Schöpper. Karikaturen – Zeichnungen. Alte Sparkasse, Dülmen.
- 1993: Rudolf Schöpper. Zeichnungen und Karikaturen. Galerie Nettels, Münster.
- 1995: Rudolf Schöpper im Stadtmuseum. Villa Henning, Brilon.
- 2002: Kunterbunt und rabenschwarz. Rudolf Schöpper, Bildhauer – Maler – Karikaturist. Haus der Niederlande im Krameramtshaus, Münster.
- 2003: Rudolf Breilmann/Rudolf Schöpper. Ausstellung. Pfarrheim St. Pantaleon Roxel, Münster.
- 2009: Karikaturen von Rudolf Schöpper. Bezirksregierung Münster, Münster.
- 2010: In Memoriam Rudolf Schöpper. Unbekannte Zeichnungen und Bilder. Franz-Hitze-Haus, Münster.
- 2016: "Ich denke in Bildern". Rudolf Schöpper als Karikaturist und Zeichner. Franz-Stock-Haus der Kolpingsfamilie, Dortmund-Brackel.

## Ehrungen
- 1969: Theodor-Wolff-Preis
- 1974: Bundesverdienstkreuz am Bande
- 2011: Benennung des Rudolf-Schöpper-Wegs in Münster[1]